# 金奉行
金奉行（かねぶぎょう）は、江戸幕府における職名の1つ。江戸に置かれたものと、大坂城内の金蔵を管理した大坂金奉行（おおさかかねぶぎょう）があった。

## 江戸
幕府金庫の出納経理を役目とした。当初は躑躅之間詰だったが、後に焼火之間詰となる。元方・払方の二部に分かれ、それぞれ収納と支払いを担当。定員は各4名から7名。金銀出納奉行、諸国金銀奉行とも呼ばれた。
創設は正保3年（1646年）正月だが、慶長18年（1613年）には杉原忠左衛門親俊が金銀出納の奉行に、元和4年（1618年）に松風権右衛門が金奉行に補任されたという記録がある。元禄2年（1689年）正月に勘定奉行支配となり、同年5月に役料100俵、享保18年（1733年）5月に役高200俵と定められる。
配下に金同心がおり、明和3年（1766年）3月に守衛役の金蔵番同心20人も下僚として付属した。金同心は30俵3人扶持で、定員22人から23人。同心元締め（3人から6人）は役高のほかに役料5両が支給された。
文政3年（1820年）7月、元方・払方は統合されて一局となる。

## 大坂
大坂定番の配下で、大坂城内の金蔵の管理・出納を掌った。定員は元文5年（1740年）に本役・仮役が各2名ずつと定められる。配下に同心が各15人つけられた。200俵高の者による持高勤めで、合力米（役料）80石が支給された。大坂に在勤し、赴任の際には金1枚と時服2領が与えられた。
寛永16年（1639年）に創設されたという記録があるが、寛永2年（1625年）に深津弥五衛門正吉と今村伝右衛門正信の2人がこの職に補任されたという記述もある。